# Gabriel Prowancjusz Władysławski
Gabriel Prowancjusz Władysławski (ur. ok. 1570  – zm. 16 lipca lub 18 lipca 1631 w Chełmży) – prepozyt warszawski, scholastyk płocki, kanonik płockiej kapituły katedralnej, wychowawca dzieci króla Zygmunta III Wazy. Sekretarz królewski. Kanonik chełmiński i prałat kilku kapituł (m.in. krakowskiej). Twórca fundacji dla Uniwersytetu Krakowskiego.
Prowancjusz studiował na Akademii Krakowskiej, a Zygmunt III, planując powierzenie mu nauki synów, wysłał go na studia do Grazu, Rzymu, a potem do Francji. Nobilitacja i nadanie nazwiska Władysławski (na cześć królewicza Władysława) nastąpiło w 1609 roku.
W latach 1639–1643 zbudowano w Krakowie, z funduszy ofiarowanych przez Gabriela Władysławskiego, Kolegium, obecnie siedzibę Colegium Medicum.
Pochowany w kościele katedralnym w Chełmży. Poświęcone mu epitafium znajduje się w kościele parafialnym w Tarczynie. Jego nazwisko spotykane w różnych wersjach: Prewancy, Prewanca, Praevantius, Provancius, Prowancjusz, Prewancjusz, Provanci, Prowański, Przemiankowicz.